# トラブルマン
『トラブルマン』は、テレビ東京系列の「ドラマ24」枠（毎週金曜日の24:12 - 24:53、JST）で、2010年4月9日から7月9日まで放送されていた日本のテレビドラマ。主演は加藤成亮（NEWS）。

## 概要
連続ドラマ初主演の加藤を迎え、映画界でカルト的な人気を誇るSABU監督が自ら原案・脚本・監督をテレビドラマで初演出を手掛ける。『ドラマ24』枠でジャニーズ事務所所属者が主演を飾るのは『2ndハウス』の長野博（20th Century）以来2人目である。また、このドラマは16:9画面に上下黒帯を付加させたシネマスコープサイズでの放送となっている。
全12話。ハイビジョン制作でステレオ放送。

## あらすじ
保険会社に勤める徳田は根っからのお人好しが原因でクビになる。失意の中、帰宅すると自宅であるアパートの自室の前にヤクザ達が居た。関わらない為にも自室へと逃げ込むが、そこには何故か隣人でありヤクザ達が探している人物・尾崎が居た。尾崎と関わってしまったことからヤクザ達から狙われ、逃げる度にアパートの住人達と関わってしまい、さらなるトラブルにも遭ってしまう。
次々と起こるトラブルの中でアパートの住人達の過去が明かされていく、巻き込まれ型シリアス・コメディ。

## 登場人物

### アパートの住人
- 徳田一男 - 加藤成亮（NEWS）

本作の主人公。202号室の住人。25歳。保険会社の社員。困っている人を見捨てることが出来ず、つい手を差し伸ばしてしまう根っからのお人好し。心優しく、自分が誰かの役に立ち、それでその誰かが幸福になることを生き甲斐としている。尾崎と関わってしまったことから、否応なくアパートの住人達と関わってしまい、なす術なくその流れに巻き込まれてしまう。
保険会社に来ていた近所の住人が面倒な交通事故の手続きが出来ないと困っているところを、代わりに手続きをし、感謝される。だが、上司から「契約の盲点を教えている」と、根っからのお人好しが原因でクビになる。落ち込む中、自宅に帰るとヤクザ達が居、関わらないためにも急いで自宅へと入るが、何故か隣人でありヤクザ達が探している尾崎に怯えながらも巻き込まれてしまう。逃げ込んだ203号室でマキ子と亀田に遭遇し、尾崎・マキ子・亀田と共に今度は103号室に逃げ込み、田川と出会う。田川に言われるまま付いて行き、大家兼101号室の住人・民子のところへと移る。第7話で透視した石に徳田が出てきたことから、尾崎・亀田・民子に押さえつけられ、ムリヤリ催眠術をかけられる。第8話で「トラブルを生む体質」だと分かり、それを自覚している。「良かれ」と思ってしていることが全て裏目に出てトラブルになるのを非常に気にしている。また、第10話では「自分の人生は懺悔」だと語る。恋人であり幼馴染である夕子を不幸にしたくないという思いから一方的に別れを告げる。
第10話で幼少の頃に母親を亡くし、父親の事業が倒産したことで親戚に預けられる。幼い頃からトラブルを生む体質を持ち、それ故に関わった相手が次々と不幸になるのを嫌がり恐れ、誰かが不幸にならないように絵を描く毎日を送る引きこもりとなる。アニメーターの募集記事を見て、菊子の元で働き始めるが、菊子を含めるアシスタント全員が徳田に惹かれたのが原因で自殺を図るのを見てしまい、絶叫する。菊子達を病院で治療してもらい「これ以上人を不幸にしたくない」という重いから屋上で飛び降り自殺を図ろうとすると封筒が置かれているのに気付き、この封筒をなくして困っているかもしれないと思いながらも「その人たちを不幸にするのでは」と躊躇いながら届けにいくと、生まれて初めて感謝され、それ以降誰かの役立つにことに快感を見出し、保険会社に勤める。第9話で夕子に勧められた占い師の後、落ち込んでいる時に河原で浅井に出会い、その次に田川の息子と出会う。川で石を投げて遊んでいると、投げた石が勢いのあまり尾崎の乗っている車の窓ガラスを割り事故を起こす原因となり、商店街をフラついていると困っているお年寄りにお金を渡す際に五円玉が落ち、これが原因でマキ子の恋人・コージが交通事故に遭い、その場から逃げる時に空き缶を拾った際にベビーカーが動き出し、庇うために助けた亀田の恋人・咲子が事故に遭う原因となる。その後、忘れ物と勘違いして佐々木夫妻に強盗の時に使うマスクの入った袋を渡し、その夫妻と夕子だけがトラブルに遭っていないことに気付き「トラブル体質が治りつつある」と思い込みから安心するが、ベンチの席を譲ろうとするも傾き、自転車がドミノのように倒れたことでぶつかった男性のタバコが工事中のマンホールの中に入り爆発事故を起こし、その場から逃げ出すなど、尾崎・マキ子・亀田・民子・田川の事故の原因の張本人。全ての過去を話し終えると尾崎たちや今まで不幸にした人の為に自殺して償おうとするが、徳田によって助けられ、感謝されている多くの人の言葉に感激し、自殺を留まる。その直後に浅井達から襲撃されるも、河原で待っている夕子に会いに行くように浅井達を食い止める尾崎達から説得され、夕子の元へと行こうと民子の部屋から出る時にコードが足に引っ掛かり、部屋の家具が尾崎達と共に浅井達に崩れ落ちる。トラブルを巻き起こしながらも夕子の元へ全力疾走し、ようやく再会する。その後は光から貰った石を川へと投げて、どこかへと去っていく。
- 尾崎トキオ - 竹財輝之助

201号室の住人。28歳。長身のヤクザ。徳田を巻き込んだ張本人ながらも、徳田にヤクザ達が外に居るかを確認させたり、各室へと逃げ込むなど逃げることしか考えていない。口数は少ないが、口調は悪く短気。家賃を滞納気味らしい（それを亀田にほくそ笑まれた）。亀田が超能力を披露したときに、徳田同様に驚いていた。
同じ組の浅井達に追われており、逃げるために徳田の部屋に入り、帰宅してきた徳田と出会う。以降は徳田を巻き込みながら、203号室へと逃げ込み、マキ子と亀田に遭遇する。マキ子に釣られて窓から降りて103号室へと逃げ込み、田川と遭遇する。田川に言われるまま付いて行き、大家兼101号室の住人・民子のところへと移る。第10話では徳田が恋人を奪った張本人だと知り、怒りに任せて殴りつけるも、第11話では「徳田を殺しても後味が悪い」という理由から相手のことを許す。浅井達の襲撃から徳田を夕子の元へと行かせるために食い止めるも、徳田が部屋から出た時に引っ掛かったコードせ家具が崩れ落ち、巻き込まれる。その後、警察から出てくる。
過去は普通の好青年で恋人と共に結婚の了承を得に行く途中に事故を起こしてしまい、恋人を失った喪失感から自暴自棄になる。そのときに浅井達にからまれ、乱闘を起こすも負けてしまい、浅井に言われるがまま否応なくヤクザになってしまう。浅井に見込まれて麻薬の売人となるが、友人からの電話により思い留まり、組から離れたのが原因で浅井達に追われることとなり、自室ではなくドアが開いていた徳田の部屋へと逃げ込んだ。
- 仰木マキ子 - 岩佐真悠子

203号室の住人。23歳。催眠療法士。どこかミステリアスな雰囲気を持ち、口数が少なく、感情表現も乏しいが押し入れから出てきた死体に向かって叫んだり、ヤクザ達に追い詰められると急に笑いだして自室の窓を突き破るなど、誰も予想出来ない突飛な行動をする（あまりの行動に徳田・尾崎・亀田は茫然としていた）。五円玉を使った催眠術で、相手の過去を聞くことが出来る。
コージという恋人と共に幸せな日々を送っていたが、五円玉を拾ってトラックにはれて死亡し、目の前で最愛の人を亡くした絶望の中、五円玉の本当の持ち主を探すべく、催眠療法を学び、アパートに引っ越してくる。それから多くの人の過去を催眠療法によって見てきた中で、患者の一人である菊子が目の前で自殺し、慌てたマキ子はドアの前に人を野気配を感じ、菊子の死体を押し入れに隠す。血のついた腕を洗い、服を脱ぎ捨てて新しい衣服を身につけようとしたとき、亀田が203号室に入ってくる。半ば襲われている状況の中、ヤクザ達から逃げるために入り込んだ徳田と尾崎と出会う。その後は自室の窓を突き破って逃げ、巻き込まれる形で徳田・尾崎・亀田と共に103号室へと逃げ込み、田川と遭遇する。田川に言われるまま付いて行き、大家兼101号室の住人・民子のところへと移り、民子の頼みから催眠療法によって田川の過去の記憶を思い出させるが、何故か亀田にかかり、過去を語り始めたことから、自身の過去を語る。その後、催眠術が田川に中々かからず、他人にかかってしまうため、一対一での催眠療法を行うことになる。第7話で石についてなにか関係がある徳田にムリヤリ催眠術を行う。徳田の過去を聞いて、自分の恋人や患者である菊子が被害にあったことに驚き、徳田を怨むも「恋人はそれを望まない」という考えから許す。浅井達の襲撃から徳田を食い止めるも、尾崎と同様に崩れ落ちてきた家具に巻き込まれる。その後、催眠術の時に用いていた五円玉をコンビニの募金箱に入れる。亀田を付き合うようになっている。
- 亀田太一 - 中山祐一朗（阿佐ヶ谷スパイダース）

204号室の住人。26歳。メガネをかけており、どこかオタク風。非常に小心者で気が弱い上に押しに弱く、喋るとよくどもる。尾崎から「強姦魔」と呼ばれ、尾崎に対して怯えていたが、相手が家賃滞納気味だと知るとほくそ笑みながら見下してくるようになる。あることからマキ子に一目惚れし、半ばストーカーに化している。実は念力・透視・テレパシーを使うことが出来る超能力者。透視中に特定の人物だけを視れたり、手を繋いで相手に透視したのを見せることが出来る。
幼い頃から超能力を持っており、最初は周囲からもてはやされていたが次第に気味悪がられ、クラスで孤立している中、同じく超能力を持つ咲子と出会い、恋人同士となる。買い物帰りのある日、あることで亡くなった咲子の死に絶望し、自殺未遂を繰り返すようになる（ただ全て失敗に終わっている）。そんなときにアパートに引っ越してきた咲子と瓜二つのマキ子に一目惚れし、テレパシーを送るようになる（マキ子は超能力者ではないのでテレパシーは届いていない）。マキ子と話したい一心で部屋の前でテレパシーを送っていると浅井達がアパートに現れ、怯えた亀田は慌ててマキ子の部屋につい逃げ込み、そこで下着姿のマキ子と出会い、成り行きで覆い被ってしまったときに逃げ込んだ尾崎と徳田に会う（尾崎に「強姦魔」呼ばわりされた原因でもある）。二人が入ってきたことにパニックに陥り、押し入れを開けてしまい、死体を見てしまう。その後は巻き込まれる形で徳田・尾崎・マキ子と共に103号室へと逃げ込み、田川と遭遇する。田川に言われるまま付いて行き、大家兼101号室の住人・民子のところへと移り、民子の頼みで田川の過去の記憶を催眠療法によって思い出させようとするも、何故か自身にかかってしまい、過去を語る。尾崎の過去を知り、相手が持っている石を透視し、石の持ち主が誰なのか探る中で徳田が視えたことから、なにか関係があるのではと思い、押さえつけマキ子に催眠術をかけさせるよう頼む。徳田の過去を聞き「自分だけ恋人がいる」と激怒するも「恋人は戻ってこない」という考えから尾崎たち同様に許す。浅井達の襲撃から率先して念力を使って守り、徳田を夕子の元へ行くように言い、尾崎と同様に崩れ落ちてきた家具に巻き込まれる。その後、マキ子と付き合うようになっている。
- 佐々木民子 - 木野花

大家兼101号室の住人。70歳。非常にマイペースで、そのペースに徳田達が巻き込まれてしまうほど。どこかのんびりとしている。
「オレオレ詐欺」に引っ掛かってしまい、生活が困窮がなり、夫である茂男と共に老人ばかりの店を狙った強盗を始めていく中で、「強盗」ならではの緊張感や新鮮味を感じていく。「老人強盗」と有名になり、徐々に罪悪感を持ち始め、止めることを決意するも、覆面を忘れ物だと思い届けられ、仕方なく続けてしまう。茂男が亡くなってからは、茂男が使っていた覆面をお茶缶の中に入れ、仏壇に置いている。一人で生活し、雨の中で田川と出会い、アパートの空室に住まわせ、偽名を与える。逃げ込んできた徳田達を、事情も知らずに迎え入れ、マキ子の催眠療法によって田川の記憶を戻してほしいを頼む。浅井達の襲撃に遭い、徳田を行かせるために説得するが尾崎と同様に崩れ落ちてきた家具に巻き込まれる。その後、アパートから出る田川に悲しみ、泣き崩れる。
- 田川 - 利重剛

103号室の住人。50歳。常に冷静沈着で落ち着いており、自分の部屋に逃げ込み、尾崎から刃物を向けられても動じないなど、ある意味では肝が据わっている。何故か自室に拳銃が置かれており、拳銃の扱いが上手い。偽名と住む場所を与えてくれた民子に感謝しており、相手のためを思って雑用とするなど、親切な一面を持つ。実は記憶喪失で、本名も記憶を失った経緯も分からずにいるが第11話で「近藤」という苗字だと分かり、記憶が戻る。
雨の中を歩いているのを民子に声をかけられ、自分に記憶がないことを話し、偽名と住む場所を与えられる。逃げ込んできた徳田達と会い、同時に浅井達にも会う。自室に置かれている拳銃を浅井達に発砲し、退散させる。震え上がった徳田達を引き連れ、民子の部屋へと向かう。民子の頼みで、マキ子の催眠療法によって記憶を戻すこととなるも亀田にかかってしまい、住人達の過去を聞く。その後、催眠術が自身に中々かからず、他人にかかってしまうため、一対一での催眠療法を行うことになる。第10話で半催眠状態のまま、徳田に銃を向けるも民子の願いにより銃を下ろす。浅井達の襲撃から亀田・尾崎と同様に拳銃で対抗し、徳田を行かせるも尾崎と同様に崩れ落ちてきた家具に巻き込まれる。その後、記憶が全て戻ったことから実家へと帰るためにアパートから離れる。
妻と子供を持つ普通の父親だが、借金で浅井達に返済を強要されているが出来ず、浅井から徳田を殺したら借金は無しにするという頼み事を拳銃と共にムリヤリ押しつけられてしまう。その後、徳田を尾行する中で尾崎・マキ子・亀田の事故を目撃し、マンホールにタバコが落ちて起きた爆発事故に巻き込まれたことが原因で記憶喪失となる。

### 武井組
- 浅井アキラ - 寺島進

武井組の一員で、手下を連れていることから上の人間だと思われる。45歳。外見からしていかにもな人物で、手下達のように短気ではなく落ち着いている。あることから同じ組の一員である尾崎を追っているときに徳田と会い、その後田川によって手下が負傷したため、一旦引き下がる。実は茂男が引っ掛かった「オレオレ詐欺」で騙し、トキオが絡んで負けたことでヤクザにした張本人。過去に徳田と会っており、自身も同じく「トラブルを生む体質」だと自覚している。初めはその体質から起こるトラブルにもがいていたが面倒になり、そのトラブルを受け入れると同時にヤクザの道に進んだ。最終回ではアパートを襲撃するも、徳田が部屋から出るときに足に引っ掛かったコードで家具が崩れ落ちるのに巻き込まれる。その後、街中でタバコを吸っている姿だけで終わる。
- 北ケンジ - 國本鍾建

浅井の手下。40歳。長身で関西弁で相手を脅す。田川に足を撃たれ負傷する。
- 賀川リュウ - 小椋毅

浅井の手下。35歳。金髪がトレードマーク。田川に足を撃たれ負傷する。

### 亀田太一の関係者
- 竹田咲子 - 岩佐真悠子（二役）

25歳。亀田の恋人で、同じく超能力者。同じ小学校で孤立している亀田と出会い、恋人同士となる。買い物帰りのある日、赤ん坊を乗せたベビーカーが車道を横切り、車にはねられそうになったのを助け、代わりにはねられてしまい、死亡する。マキ子と瓜二つの顔をしている。

### 仰木マキ子の関係者
- 山下コージ - 金井勇太

23歳。マキ子の恋人。ミュージシャンを目指しており、成功したら子供のために公園を作ってあげたり、地球のために木々を植えたいなど、エコロジーな精神と良い一面を持つ。ある日、五円玉を拾うとするのをトラックにはねられ、死亡する。
- 山田菊子 - 上脇結友

22歳。漫画家。マキ子の催眠療法の患者。恋愛をしたことがなく、ある人を好きになったことにより漫画が書けなくなってしまい、その人に対する想いが何なのか分からず、心の病を抱え込んでしまう。見たくなかった現実を見たことが原因で発狂し、マキ子の部屋で自殺する。第10話である人が徳田だと分かり、徳田が働き始めると同時に徐々に惹かれていったのが原因で漫画が書けなくなり、キスをしてほしいと迫るが徳田に拒否されたことでリストカットをする。
- 天眠 - パパイヤ鈴木

マキ子が学んだ催眠療法の先生。黒ずくめの衣装に、どこか妙なイントネーションで喋る。

### 佐々木民子の関係者
- 佐々木茂男 - つじしんめい

70歳。民子の夫。とにかく人が良い。「オレオレ詐欺」の電話を必死に思い出しながら適当に合わせていく内に、知り合いだと思い込み、簡単に騙されてしまう。その後は民子と共に強盗をし、逃げているときに心筋梗塞になり、亡くなる。

### 尾崎トキオの関係者
- 片瀬由美子 - 国分佐智子

28歳。尾崎の恋人。由美子の両親に結婚の了承を得に行く途中に石が投げ込まれ、事故を起こしてしまう。車内から放り出され、死亡する。

### 田川の関係者
- 殺し屋ジョー - 大杉漣

田川が射撃の練習で苦戦しているときに現れ、アドバイスをする。またSABUの映画作品『ポストマン・ブルース』に登場する役と同一。
- 光 - 谷端奏人

田川の息子。河原で徳田と出会い、河原で石を投げて遊ぶようになる。石に色々な絵が描かれているのを宝物としており、その内の一つが徳田が投げて尾崎の車の窓ガラスを割った。
- 田川の妻 - 宮地雅子

第11話で田川を心配し探していたが、ようやく見つける。徳田が保険金を出したことによって借金が消えたと言う。

### 徳田一男の関係者
- 池脇夕子 - 佐津川愛美

26歳。徳田の恋人で、徳田を占い師のところに連れて行った本人。幼少の頃から徳田の幼馴染で常に近くにいることから、徳田のトラブルに巻き込まれている。徳田から一方的に別れを告げられるも徳田への想いをぶつけ、河原で来るのをいつまでも待っていると叫ぶ。最終回では、トラブルを巻き起こしながらも全力疾走して会いに来た徳田と再会し、キスをする。
- 桂大介 - 温水洋一

理髪店の店主。徳田に何故か「くるくるパーマ」を勧める。
- 桂須磨子 - 片桐はいり

当たると評判で理髪店にいる客のほとんどが須磨子目当て。二階で占いを行う。一目見て徳田の体質と今までの人生を見抜き、さらに大きなトラブルに見舞われることを予知し、夕子と別れることを勧める。
- 如呂 - 犬山イヌコ

謎の白髪の老婆。怪しげな森の奥で『厄払い・厄落とし・ミミズサマ』という、カゴの中にあるミミズの中から選び、憑きものを背負って地中深く潜り落としてくれるという厄払いをしている。土の中に潜ろうとするミミズがニワトリに食べられたのを見て驚き、祟りが起こると叫ぶ。
- 木下春男 ‐ 佐戸井けん太

重要な書類を落としたが、徳田が拾い自宅に届けたため、驚喜する。
- 木下良子 ‐ 和泉ちぬ

夫が重要な書類を落としたが、徳田が自宅に届けてくれたため、驚喜する。

## スタッフ
- 原案・脚本・監督：SABU
- プロデューサー：岡部紳二、山鹿達也、阿部真士（テレビ東京）大久保智己、有賀聡（ケイファクトリー）
- 音楽プロデューサー:安井輝
- 音楽：葉山たけし
- 主題歌：NEWS「BE FUNKY!」（Johnny's Entertainment Inc.）
- 撮影：布川潤一
- 照明：落合一夫
- 録音：高橋寿光
- 映像：舘野晃一
- 助監督：坂本栄隆
- スクリプター：森直子
- 制作担当：吉川和也
- スチール：工藤真衣子
- オフライン編集：神崎亜耶
- オンライン編集：本野仁朗
- MA：東圭吾
- 音響効果：スポット（選曲：泉清二、音効：川﨑恵）
- CG制作：ダイナモピクチャーズ（大川達也、柳隆）
- 美術プロデューサー：津留啓亮
- デザイン：飯塚洋行
- 装飾：平田貴幸
- 持道具：日内地和泉
- 衣裳：池田友紀
- メイク：竹間美幸、塚原ひろの
- スタントコーディネーター：小池達朗
- 操演：小林正巳
- 番組宣伝：大橋朋子（テレビ東京）
- 宣伝デザイン：澤田翔
- 技術協力：フォーチュン、ブル
- 美術協力：フジアール
- 制作：テレビ東京、ケイファクトリー
- 製作著作：「トラブルマン」製作委員会

## 放送日
| 特別編                                                     | 2010年4月2日  | 『トラブルマン』徹底解剖SP | 1.4% |
| EPISODE-1                                                  | 2010年4月9日  | 加藤成亮                   | 2.6% |
| EPISODE-2                                                  | 2010年4月16日 | 下着美女襲う男の謎         | 2.4% |
| EPISODE-3                                                  | 2010年4月23日 | 下着美女の悶絶半生         | 2.7% |
| EPISODE-4                                                  | 2010年4月30日 | 詐欺と強盗ラプソディ       | 1.4% |
| EPISODE-5                                                  | 2010年5月8日  | 暗黒街に堕ちた王子         | 2.3% |
| EPISODE-6                                                  | 2010年5月14日 | 禁断の透視大作戦           | 2.7% |
| EPISODE-7                                                  | 2010年5月21日 | 愛の殺し屋ブルース         | 1.5% |
| EPISODE-8                                                  | 2010年6月4日  | 不幸生む禁断の果実         | 2.0% |
| EPISODE-9                                                  | 2010年6月11日 | 世界一のドイヒー男         | 2.0% |
| EPISODE-10                                                 | 2010年6月25日 | 初キス恋の四角関係         | 1.2% |
| EPISODE-11                                                 | 2010年7月2日  | 傷だらけ男女の告白         | 1.9% |
| EPISODE-12                                                 | 2010年7月9日  | 愛する人へ突っ走れ         | 1.7% |
| 平均視聴率2.03% （視聴率は関東地区・ビデオリサーチ社調べ） |               |                            |      |

- 第4話は30分繰り下げ（24時44分～）
- 5月28日は『世界卓球2010』、6月18日は『2010FIFAワールドカップ スロベニアvsアメリカ』により放送休止。
- テレビ東京のみ『「トラブルマン」パワーアップSP』が2010年6月5日の昼12時58分から第1話～第7話までのダイジェストと第8話の一挙放送。

## ネット局
| 放送対象地域  | 放送局                      | 系列           | 放映期間                 | 放送曜日及び放送時間     |
| ------------- | --------------------------- | -------------- | ------------------------ | ------------------------ |
| 関東広域圏    | テレビ東京（TX） 【製作局】 | テレビ東京系列 | 2010年4月9日 - 7月9日    | 金曜 24時12分 - 24時53分 |
| 北海道        | テレビ北海道（TVh）         | テレビ東京系列 | 2010年4月9日 - 7月9日    | 金曜 24時12分 - 24時53分 |
| 愛知県        | テレビ愛知（TVA）           | テレビ東京系列 | 2010年4月9日 - 7月9日    | 金曜 24時12分 - 24時53分 |
| 岡山県 香川県 | テレビせとうち（TSC）       | テレビ東京系列 | 2010年4月9日 - 7月9日    | 金曜 24時12分 - 24時53分 |
| 福岡県        | TVQ九州放送（TVQ）          | テレビ東京系列 | 2010年4月9日 - 7月9日    | 金曜 24時12分 - 24時53分 |
| 大阪府        | テレビ大阪（TVO）           | テレビ東京系列 | 2010年4月12日 - 7月12日  | 月曜 24時12分 - 24時53分 |
| 奈良県        | 奈良テレビ（TVN）           | JAITS          | 2010年5月6日 - 7月22日   | 木曜 25時00分 - 25時35分 |
| 福島県        | 福島中央テレビ（FCT）       | 日本テレビ系列 | 2010年7月2日 - 9月17日   | 金曜 25時23分 - 26時03分 |
| 岩手県        | IBC岩手放送（IBC）          | TBS系列        | 2010年7月30日 - 10月15日 | 金曜 25時00分 - 25時40分 |
| 熊本県        | 熊本県民テレビ（KKT）       | 日本テレビ系列 | 2010年7月31日 - 10月23日 | 土曜 24時50分 - 25時30分 |
| 鳥取県 島根県 | 日本海テレビ（NKT）         | 日本テレビ系列 | 2010年8月21日 - 11月27日 | 土曜 24時50分 - 25時35分 |
| 和歌山県      | テレビ和歌山（WTV）         | JAITS          | 2010年9月25日 -          | 土曜 24時10分 - 24時50分 |
| 長崎県        | 長崎放送（NBC）             | TBS系列        | 2011年3月22日 - 6月7日   | 火曜 24時45分 - 25時25分 |
| 富山県        | チューリップテレビ（TUT）   | TBS系列        | 2011年9月21日 - 12月14日 | 水曜 24時00分 - 24時42分 |